# Hyposidra unimacula
Hyposidra unimacula là một loài bướm đêm trong họ Geometridae.